# Rhynchosia splendens
Rhynchosia splendens är en ärtväxtart som beskrevs av Georg August Schweinfurth. Rhynchosia splendens ingår i släktet Rhynchosia och familjen ärtväxter. Inga underarter finns listade i Catalogue of Life.